# Kosów Lacki (plaats)
Kosów Lacki is een stad in het Poolse woiwodschap Mazovië, gelegen in de powiat Sokołowski. De oppervlakte bedraagt 11,57 km², het inwonertal 2152 (2005).

## Verkeer en vervoer
- Station Kosów Lacki